# Попешти (Драгомирешти)
Попешти (рум. Popești) насеље је у Румунији у округу Васлуј у општини Драгомирешти. Oпштина се налази на надморској висини од 208 m.

## Становништво
Према подацима из 2002. године у насељу је живело 404 становника, од којих су сви румунске националности.